# Африкански заек
Африканският заек (Poelagus marjorita) е вид бозайник от семейство Зайцови (Leporidae).

## Разпространение и местообитание
Разпространен е в Демократична република Конго, Уганда и Южен Судан.